# The Fifteen Decisive Battles of the World
The Fifteen Decisive Battles of the World is een boek van de Britse schrijver Edward Creasy, gepubliceerd in 1851. Hij beschrijft hierin 15 militaire confrontaties van 490 v.Chr. tot 1815, die volgens hem een beslissende invloed op de wereldgeschiedenis hebben gehad.

## De vijftien veldslagen
1. 490 v.Chr. - Slag bij Marathon
2. 413 v.Chr. - Slag bij Syracuse
3. 331 v.Chr. - Slag bij Gaugamela
4. 207 v.Chr. - Slag bij de Metaurus
5. 9 - Slag bij het Teutoburgerwoud
6. 451 - Slag op de Catalaunische Velden
7. 732 - Slag bij Poitiers
8. 1066 - Slag bij Hastings
9. 1429 - Beleg van Orléans
10. 1588 - Nederlaag van de Spaanse Armada
11. 1704 - Slag bij Blenheim
12. 1709 - Slag bij Poltava
13. 1777 - Slag bij Saratoga
14. 1792 - Slag bij Valmy
15. 1815 - Slag bij Waterloo